# Common Gateway Interface

A Common Gateway Interface logója

A Common Gateway Interface (CGI) az NCSA (National Center for Supercomputing Applications) által kifejlesztett protokollszabvány, amely (például Perl, PHP vagy C nyelvű) alkalmazások információs szerverekhez – a gyakorlatban túlnyomóan webszerverekhez (például Apache vagy IIS) – való kapcsolódását teszi lehetővé. Ha a kliens kérése futtatható fájlra mutat, akkor a szerver futtatja, és a kimenetet adja vissza a kliensnek.
Jelenlegi érvényes verziója a CGI/1.1.

## Hátrányai
Minden kliens kérés hatására egy új folyamat (processz) indul a szerveren. Az operációs rendszereken azonban egy folyamat indítása általában idő- és tárigényesebb, mint maga az output generálása, így ha sok CGI kérés érkezik, akkor a szerver könnyen túlterhelődhet. Ezt kikerülendő egyes webszerverek lehetővé teszik a kód futtatását a szerveren belül új folyamat indítása nélkül, mint például az Apache a modulok rendszerével. A PHP és az Apache szerver illesztésekor választhatunk a CGI mód, vagy az Apache modulként való kapcsolódás között.

## Alternatívái
A dinamikus tartalomgenerálásban alternatívái például a Microsoft által kifejlesztett Active Server Pages és a Sun-féle JavaServer Pages.